# Трёхколки
Трёхколки — посёлок в Кинельском районе Самарской области. Входит в состав сельского поселения Кинельский.

## География
Населённый пункт находится в центральной част области, в пределах Высокого Заволжья, в степной зоне, в левобережной части долины реки Большой Кинель.

## Климат
Климат характеризуется как умеренно континентальный, с холодной малоснежной зимой и жарким сухим летом. Среднегодовая температура воздуха — 3,8 °С. Средняя температура воздуха самого тёплого месяца (июля) — 28,4 °C (абсолютный максимум — 40 °C); самого холодного (января) — −14 °C (абсолютный минимум — −40 °C). Среднегодовое количество атмосферных осадков составляет 470 мм, из которых 290 мм выпадает в период с июня по октябрь. Снежный покров держится в течение 140—150 дней.

## История
В 1973 г. Указом Президиума ВС РСФСР посёлок участка № 3 совхоза «Кинельский» переименован в Трёхколки.

## Население
| 2010 |
| ---- |
| 46   |

## Инфраструктура
Личное подсобное хозяйство.

## Транспорт
Автомобильный и железнодорожный транспорт. Возле посёлка жд станция Язевка на железнодорожной линии Самара — Уфа.